# Dyschirus arizonicus
Dyschirus arizonicus är en skalbaggsart som beskrevs av Vandyke. Dyschirus arizonicus ingår i släktet Dyschirus och familjen jordlöpare. Inga underarter finns listade i Catalogue of Life.